# Alpenspanner

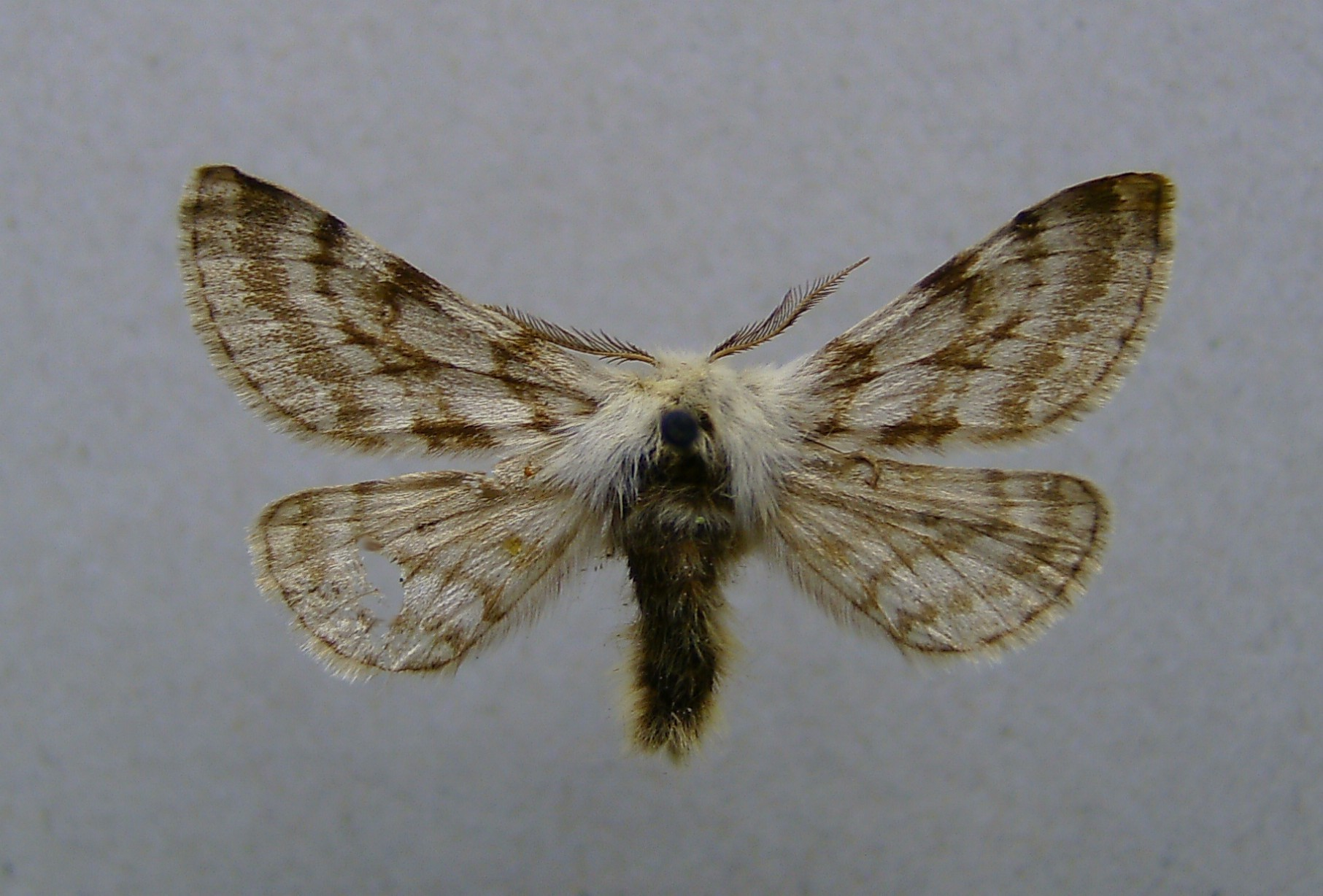
Präparat eines Männchens

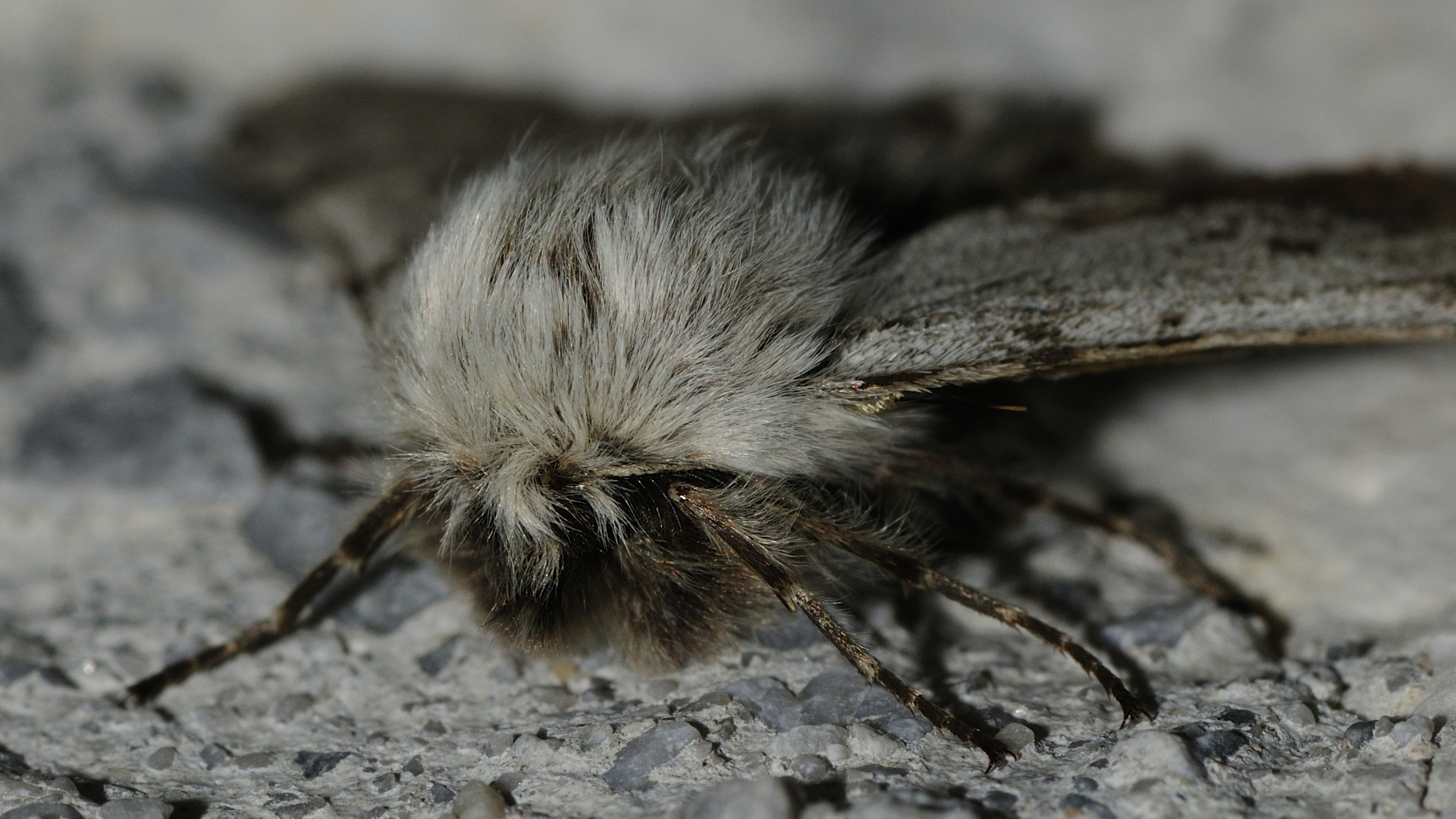
Ansicht von vorne

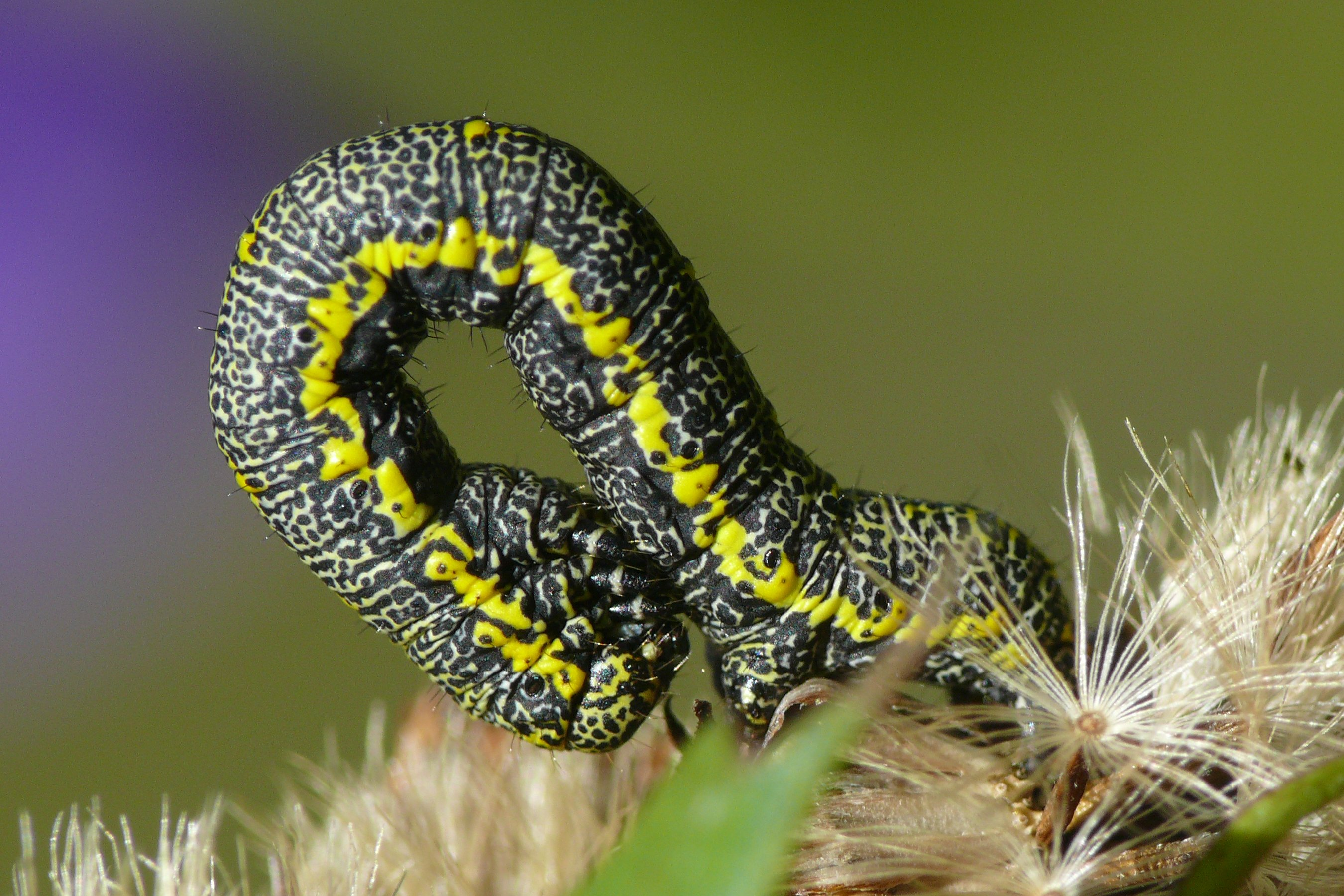
Raupe des Alpenspanners

Der Alpenspanner (Lycia alpina) ist ein Schmetterling (Nachtfalter) aus der Familie der Spanner (Geometridae).

## Merkmale

### Falter
Zwischen den beiden Geschlechtern besteht ein starker Sexualdimorphismus. Die männlichen Falter erreichen eine Flügelspannweite von 28 bis 40 Millimetern. Die Vorderflügel sind weißlich gefärbt und zeigen bräunliche Querlinien und Querbinden, die sich auf den Hinterflügeln in abgeschwächter Form fortsetzen. Die Fühler sind gekämmt. Kopf und Hals sind mit dichten, rein weißen Haaren versehen. Die flugunfähigen Weibchen haben bis zu sechs Millimeter lange, sehr schmale Flügelstummel, eine plumpe Körperform und eine schwärzliche Färbung mit weißer Behaarung. Die Legescheide ist braun.

### Ei
Das flache und oval geformte Ei ist blaugrün gefärbt.

### Raupe
Erwachsene Raupen sind von grünlicher oder gelblicher Grundfärbung, dicht schwarz punktiert und zeigen eine hellgelbe, gewellte Seitenlinie.

### Puppe
Die Puppe hat eine schwarzbraune Farbe und eine gegabelte Spitze am stielförmigen Kremaster.

### Ähnliche Arten
Die Männchen des Trockenrasen-Dickleibspanners (Lycia zonaria) sind kontrastreicher gezeichnet, hingegen sind sie bei Lycia florentina und Lycia graecarius kontrastärmer gezeichnet. Allen vorgenannten Arten fehlt die weiße Behaarung im Kopf- und Halsbereich.

## Geographische Verbreitung und Vorkommen
Der Alpenspanner ist in den Hochlagen der Alpen zwischen 1000 und 2500 Metern und im Schweizer Jura verbreitet. Die Art ist auf Bergwiesen anzutreffen.

## Lebensweise
Die Falter bilden eine Generation im Jahr und leben je nach Höhenlage zwischen April und Juli. Die Männchen besuchen künstliche Lichtquellen, die Weibchen findet man in der Regel in der Vegetation an Stängeln ruhend. Die Raupen leben polyphag an verschiedenen niedrigen Pflanzen und entwickeln sich noch im selben Jahr zur Puppe. Die Puppe überwintert, zuweilen mehrmals.

## Gefährdung
Der Alpenspanner kommt in Deutschland nur in den bayerischen Alpen vor und wird auf der Roten Liste gefährdeter Arten als Art  der Vorwarnliste geführt.